# Hypolycaena dolores
Hypolycaena dolores är en fjärilsart som beskrevs av Suffert 1904. Hypolycaena dolores ingår i släktet Hypolycaena och familjen juvelvingar. Inga underarter finns listade i Catalogue of Life.